# Jelena Janković

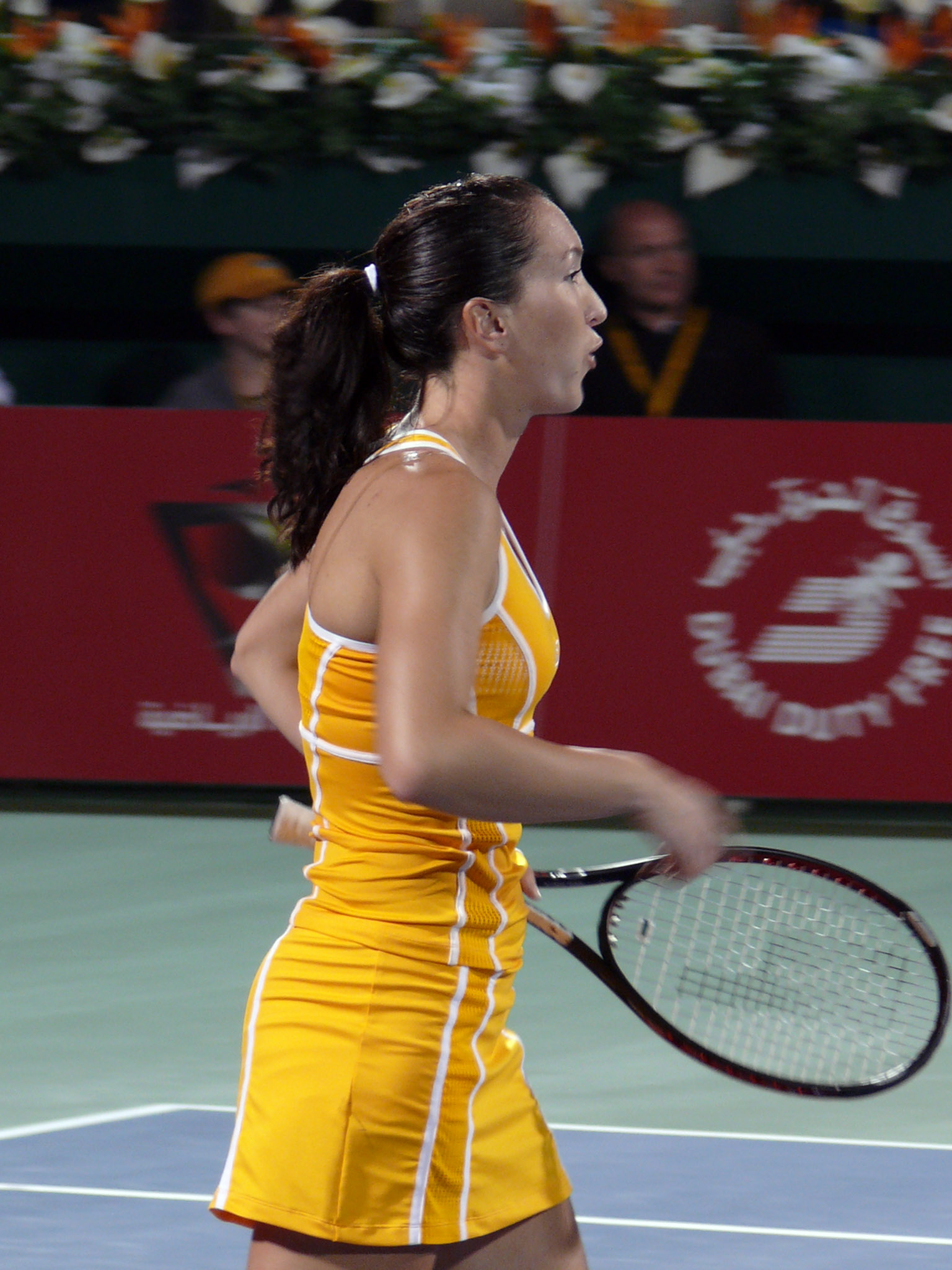
Jelena Janković podczas turnieju w Dubaju

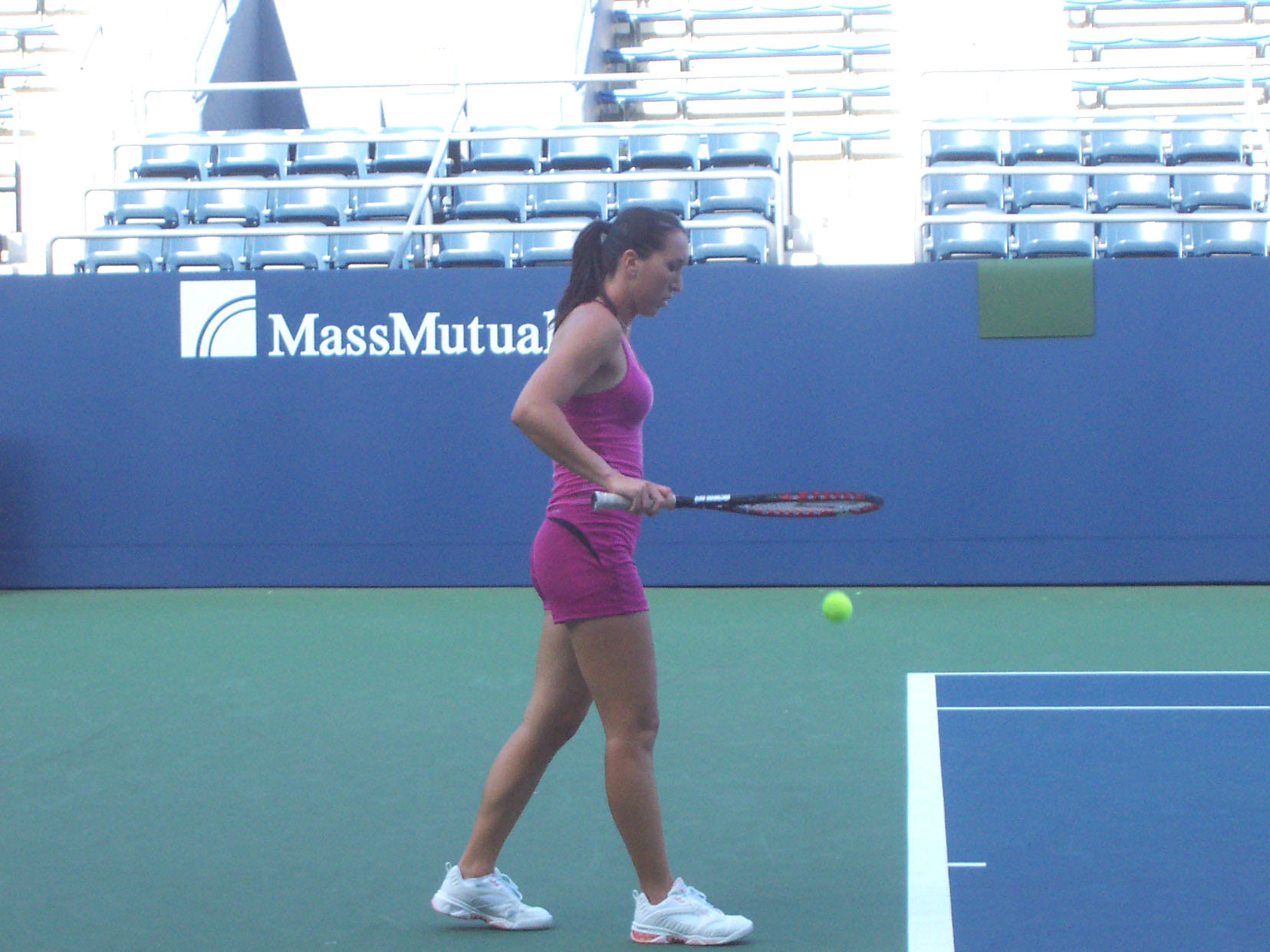
Jelena Janković trenuje do US Open 2007

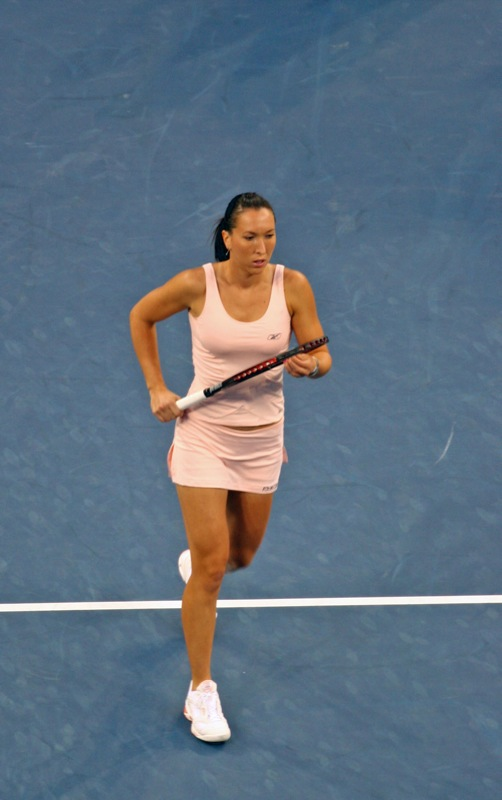
Jelena Janković podczas US Open 2007

Jelena Janković, wym. [ˈjɛlɛna ˈjaːnkɔʋitɕ], srp Јелена Јанковић (ur. 28 lutego 1985 w Belgradzie) – serbska tenisistka, finalistka US Open 2008 w grze pojedynczej, mistrzyni Wimbledonu 2007 w grze mieszanej, reprezentantka Serbii (dawniej Serbii i Czarnogóry) w Pucharze Federacji, olimpijka z Aten (2004), była liderka rankingu WTA Tour.
Wychowanka Tenisowej Szkoły Nicka Bollettieriego w Bradenton na Florydzie, obecnie mieszka ponownie w Belgradzie. Jest zawodniczką praworęczną z oburęcznym backhandem. Posiada status profesjonalny.
W 2001 wygrała juniorski Australian Open 2001. Trzy lata później została wybrana Sportowcem Roku w Serbii i Czarnogórze.

## Kariera

### 2000-2002
W 2000 roku zagrała w swoich pierwszych turniejach rangi ITF, między innymi w Filadelfii i w Clearwater. Po wygraniu juniorskiego Australian Open 2001 w styczniu i otrzymaniu „dzikiej karty”, zadebiutowała w marcu w zawodowym turnieju Pacific Life Open w Indian Wells. Przegrała w drugiej rundzie z Silvią Fariną Elią. Tego samego roku zaczęła reprezentować Serbię i Czarnogórę w Pucharze Federacji (później Serbię).
W marcu 2002 przeszła eliminacje kwalifikacyjne do imprezy w Scottsdale, a w I rundzie głównego turnieju przegrała z Barbarą Schett 3:6, 6:7. W lipcu po raz pierwszy w karierze osiągnęła ćwierćfinał zawodowej imprezy w Stanfordzie, przegrywając 5:7, 3:6 z Kim Clijsters. Próbowała również swoich sił w eliminacjach kwalifikacyjnych US Open 2002, lecz została wyeliminowana już w pierwszej rundzie.

### 2003-2004
Kolejny sezon rozpoczęła od udanych kwalifikacji w Australian Open 2003. W swoim wielkoszlemowym debiucie doszła do II rundy, ulegając tam Amandzie Coetzer. Kilka kolejnych występów zakończyła na pierwszej rundzie. Dopiero w Budapeszcie osiągnęła ćwierćfinał. W drugiej rundzie najwyżej rozstawiona Iva Majoli poddała mecz przeciwko Janković walkowerem. Nie przeszła eliminacji do dwóch kolejnych turniejów wielkoszlemowych w Paryżu i Londynie. Wygrała turniej rangi ITF w Dubaju. 20 października 2003 po raz pierwszy została sklasyfikowana wśród stu najlepszych tenisistek świata, na pozycji dziewięćdziesiątej.
Po słabych występach w Gold Coast i Sydney, niespodziewanie pokonała w pierwszej rundzie Australian Open 2004 Jelenę Diemientjewą, ale było to jej ostatnie singlowe zwycięstwo w tej edycji turnieju. W II rundzie przegrała bowiem z Jill Craybas. W turnieju w Miami wygrała z Manuelą Maleewą. Przegrała później z Tatianą Golovin. W maju wygrała swój pierwszy zawodowy turniej w Budapeszcie. W finale wygrała z Martiną Suchą. Występowała w wielu turniejach, ale w żadnym nie osiągała spektakularnych wyników. Tuż przed Wimbledonem, w ’s-Hertogenbosch, ograła w drugiej rundzie Nadię Pietrową. Po tym turnieju po raz pierwszy została sklasyfikowana w pierwszej pięćdziesiątce rankingu kobiet. Po raz drugi pokonała Pietrową w Filderstadt. W Linz odniosła dwa cenne zwycięstwa nad Wierą Zwonariową i Patty Schnyder. Na koniec sezonu była już jedną z trzydziestu najlepszych tenisistek w rankingu WTA.

### 2005
2005 rozpoczęła od ćwierćfinału w Auckland, przegranego z Marion Bartoli. Miesiąc później osiągnęła finał turnieju zawodowego w Dubaju, w którym uległa Lindsay Davenport. Po drodze pokonała Serenę Williams (nieco szczęśliwie dla Janković, Williams skreczowała). Kolejnym sukcesem był półfinał w Berlinie, a później także finał w Birmingham, przegrany z Mariją Szarapową. Osiągnęła ćwierćfinały w turniejach w Stanfordzie i Cincinnati oraz finał turnieju w Seulu, przegrany z Nicole Vaidišovą. Poprawiła pozycję rankingową na siedemnastą.

### 2006
Przegrała z kwalifikantką Olhą Sawczuk w II rundzie Australian Open. Przez bardzo długi czas, bo już od końcówki sezonu 2005, przestała istnieć na światowych kortach. Przegrywała kolejne turnieje w pierwszych rundach, wypadając z czołowej trzydziestki rankingu WTA. Przełom nastąpił w Rzymie, gdzie doszła do ćwierćfinału. Później osiągnęła półfinał w Strasburgu, III rundę French Open 2006 i turnieju w Birmingham, ćwierćfinał turnieju w ’s-Hertogenbosch, IV rundę Wimbledonu 2006 (wygrała tam z Venus Williams) i ćwierćfinał turnieju w Cincinnati. Zwieńczeniem jej wzrastającej formy był finał turnieju w Los Angeles, który przegrała z Jeleną Diemientjewą. Odnotowała wspaniały występ na US Open 2006, dochodząc do półfinału i pokonując Nicole Vaidišovą, Swietłana Kuzniecową i Jelenę Diemientjewą, ulegając w trzech setach Justine Henin-Hardenne. Po tym sukcesie dotarła jeszcze do półfinałów turniejów w Kantonie i w Pekinie, do ćwierćfinałów turniejów w Stuttgarcie, Linz i Québec, w ostatnim którym skreczowała w meczu z Olgą Puczkową.

### 2007
Początek 2007 to wygrany turniej w Auckland, gdzie pokonała w finale Wierę Zwonariową. Tydzień później osiągnęła finał w turnieju w Sydney, w którym przegrała z Kim Clijsters, po drodze wygrywając z Martiną Hingis, Samanthą Stosur, Amélie Mauresmo i Nicole Vaidišovą. Wyniki te pozwoliły jej zająć przed wielkoszlemowym Australian Open 2007 pozycję liderki rankingu „Champions Race”.
Na Australian Open uległa w IV rundzie późniejszej mistrzyni, Serenie Williams. Przegrała w ćwierćfinale w turnieju w Tokio z Aną Ivanović. Z powodu kontuzji kostki zmuszona była poddać mecz półfinałowy w Dubaju przeciwko Amélie Mauresmo. W poprzedniej rundzie wyeliminowała Martinę Hingis. W Dosze doszła do półfinału, ulegając Justine Henin. Na turniejach amerykańskich osiągnęła czwartą rundę Pacific Life Open, trzecią rundę turnieju w Miami i zwycięstwo w turnieju w Charleston, po którym awansowała na siódme miejsce. W Warszawie przegrała w półfinale z Justine Henin. Podczas turnieju w Berlinie wygrała z Peng Shuai i Anabel Mediną Garrigues. Przegrała w ćwierćfinale po zaciętym boju z Justine Henin wynikiem 6:3, 4:6, 4:6. Po tej imprezie awansowała na 5. pozycję w rankingu WTA. Następnie wygrała turniej w Rzymie po łatwym pojedynku finałowym ze Swietłaną Kuzniecową. Po półfinale French Open 2007 awansowała na najwyższą w karierze pozycję, trzecią. Tydzień później odniosła piąte w swojej karierze zwycięstwo w turnieju WTA. W finale turnieju DFS Classic pokonała Mariję Szarapową 4:6, 6:3, 7:5. Tydzień później przegrała w finale Ordina Open z Anną Czakwetadze 6:7, 6:3, 3:6.
Mimo obiecujących wyników na trawie, niewiele zdziałała w singlu na wielkoszlemowym Wimbledonie 2007, gdzie wygrała mistrzostwo w miksie w parze z Jamiem Murrayem przeciwko parze Alicia Molik/Jonas Björkman.
W czwartej rundzie singla na Wimbledonie poniosła porażkę z Marion Bartoli. Wcześniej pokonała Anne Keothavong, Jarmilę Gajdošovą i Lucie Šafářovą.
W US Open 2007 dotarła do ćwierćfinału singla, gdzie przegrała z Venus Williams. W poprzednich rundach pokonała: Jarmilę Gajdošovą, Wolhę Hawarcową, Alizé Cornet i Sybille Bammer.
We wrześniu w turnieju China Open 2007 dotarła do finału, gdzie uległa Ágnes Szávay 7:6, 5:7, 2:6. W półfinale pokonała powracającą do tenisa po narodzinach dziecka Amerykankę Lindsay Davenport 6:3, 7:5. W Porsche Tennis Grand Prix 2007 w Stuttgarcie osiągnęła półfinał, przegrywając z Justine Henin. Jej forma uległa załamaniu: w dwóch kolejnych startach odpadała już w pierwszych spotkaniach. Na zakończenie sezonu wystąpiła w Sony Ericsson Championships, gdzie została pokonana we wszystkich trzech spotkaniach grupowych. W jednym z tych meczów, przeciwko Marion Bartoli, skreczowała z powodu choroby wirusowej, utrudniającej oddychanie.

### 2008
W przerwie pomiędzy sezonami 2007 i 2008 przeszła operację nosa. Większość czasu spędziła na rekonwalescencji i odbudowywaniu formy.
Na przełomie grudnia i stycznia razem z Novakiem Đokoviciem wzięła udział w rozgrywkach Pucharu Hopmana w Perth. Tam nabawiła się przykrej kontuzji nogi, która zmusiła ją do poddania trzech meczów singlowych. Mimo to Serbia znalazła się w finale. Tam jednak przegrała ze Stanami Zjednoczonymi. Janković straciła punkty rankingowe, ponieważ grając w Perth nie broniła tytułu z Auckland, wywalczonego przed rokiem.
Pojawiła się natomiast w Sydney, gdzie w 2007 była w finale. Po wygranej z Tatianą Golovin została pokonana przez Nicole Vaidisovą. Utraciła 3. miejsce w klasyfikacji WTA na rzecz Any Ivanović.

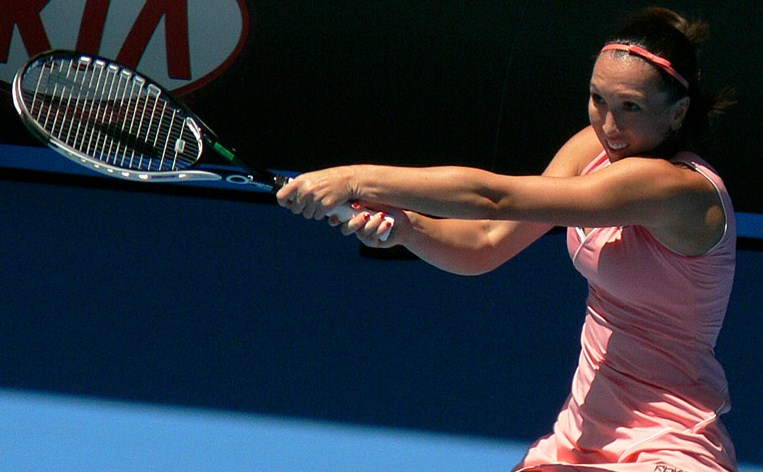
Podczas Australian Open 2008

W Melbourne, eliminując po drodze m.in. Serenę Williams, dotarła do półfinału Australian Open, gdzie przegrała z Mariją Szarapową 3:6, 1:6. W Qatar Total Open dotarła do ćwierćfinału, gdzie przegrała z Chinką Li Na 3:6, 4:6. Rozstawiona z numerem jeden w Canara Bank Bangalore Open, odpadła w ćwierćfinale turnieju. Pokonała ją Yan Zi 3:6, 6:3, 3:5.
Następnie odpadła w półfinale Pacific Life Open, przegrywając z Aną Ivanović 6:7, 3:6. W turnieju w Miami doszła do finału, w którym uległa Serenie Williams, przegrywając 6:1, 5:7, 6:3 odzyskując 3. miejsce w rankingu. W Charleston, rozstawiona z numerem jeden, odpadła w ćwierćfinale turnieju Family Circle Cup po porażce z Wierą Zwonariową 2:6, 6:3, 2:6.
Już w pierwszym turnieju na europejskich kortach ziemnych, w Berlinie, po pokonaniu Peng Shuai i Marii Kirilenko doszła do ćwierćfinału, gdzie przegrała z Jeleną Diemientjewą. W kolejnym tygodniu w ukochanym mieście – Rzymie obroniła wywalczony przed rokiem tytuł odnosząc tym samym szóste w karierze zwycięstwo w turnieju WTA, pokonując m.in. Venus Williams i Alizé Cornet.
Na francuskim turnieju wielkoszlemowym Roland Garros doszła do półfinału, pokonując po drodze m.in. Agnieszkę Radwańską. Uległa rodaczce Anie Ivanović 4:6 6:3 4:6 w meczu o pierwsze miejsce rankingu WTA.
Następnie udała się na londyński turniej Wimbledon, gdzie, podobnie jak przed rokiem, doszła do czwartej rundy. Została wyeliminowana przez Tajkę Tamarine Tanasugarn wynikiem 3:6 2:6.
Miesiąc później wzięła udział w turnieju East West Bank Classic w Los Angeles mimo kontuzji lewego kolana, której nabawiła się na Wimbledonie. Rozstawiona była z numerem 1, w I rundzie miała więc wolny los. W drugiej pokonała Amerykankę Vanię King 7:5 6:2, w trzeciej Węgierkę Melindę Czink, a w ćwierćfinale Rosjankę Nadię Pietrową 7:5 6:4. W półfinale odpadła w meczu z kolejną Rosjanką Dinarą Safiną. Pierwszego seta przegrała 6:7(3), drugiego natomiast 1:6. Obroniła tym samym punkty z zeszłego roku, nie skorzystała jednak z okazji wyprzedzenia swojej rodaczki Any Ivanović w rankingu WTA, co niechybnie nastąpiłoby, gdyby Janković wygrała cały turniej, ponieważ Ivanović nie przyjechała bronić tytułu, który wywalczyła w Los Angeles rok wcześniej.
Szansę miała też w turnieju Rogers Cup w Montrealu, jednak przegrała w meczu o półfinał ze Słowaczką Dominiką Cibulkovą 5:7 2:6. We wcześniejszych rundach pokonała Aleksandrę Wozniak i Stéphanie Dubois. Na turnieju była rozstawiona z dwójką.
11 sierpnia, wyprzedzając swoją rodaczkę Anę Ivanović, Janković została nową liderką rankingu WTA – 18. w historii. W tym samym tygodniu wzięła udział w igrzyskach olimpijskich w Pekinie, gdzie przegrała w ćwierćfinale z Dinarą Safiną 2:6, 7:5, 3:6. Ten dość słaby występ sprawił, że w następnym tygodniu powróciła na drugą pozycję rankingu.
Wielkoszlemowe US Open było jednym z jej największych dotychczasowych sukcesów w karierze – w Nowym Jorku osiągnęła bowiem swój pierwszy finał wielkoszlemowy. Przegrała go z Sereną Williams 4:6, 5:7. Wcześniej wygrała z Coco Vandeweghe, Sofią Arvidsson, Zheng Jie, Caroline Wozniacki, w ćwierćfinale pokonała Sybille Bammer 6:1, 6:4, natomiast w półfinale tegoroczną złotą medalistkę Jelenę Diemientjewą 6:4, 6:4.
Później wzięła udział w turnieju Toray Pan Pacific Open rozgrywanym w Tokio, jednakże odpadła już w ćwierćfinale po meczu ze Swietłaną Kuzniecową, który zakończył się wynikiem 6:2, 5:7, 5:7. Sukces odniosła tydzień później na turnieju China Open w Pekinie. W finale zrewanżowała się Kuzniecowej za porażkę w Tokio. Pokonała ją 6:3, 6:2. Zdobyła tym samym swój siódmy tytuł w karierze.
Po zwycięstwie w Chinach wzięła udział w Porsche Tennis Grand Prix w Stuttgarcie. Wygrała, w finale pokonując Nadię Pietrową 6:3 6:4. Wcześniej, po dramatycznym meczu pokonała Venus Williams. Mecz zakończył się wynikiem 6:7 7:5 6:2.
Tydzień później Janković wystartowała w turnieju Kremlin Cup w Moskwie. W finale pokonała Wierę Zwonariową. Odnotowała tym samym fantastyczną serię trzech wygranych turniejów z rzędu. Po turnieju w Stuttgarcie powróciła na fotel liderki WTA.
Doskonała passa Jeleny zakończyła się na turnieju w Zurychu. Nowa liderka uległa w drugiej rundzie Włoszce Flavii Pennecie.
W kończących sezon zawodach Sony Ericsson Championships w Katarze, Janković zameldowała się w półfinale. W spotkaniach grupowych pokonała Anę Ivanović oraz Swietłanę Kuzniecową, w ostatnim meczu ulegając Zwonariowej. W półfinale przegrała z późniejszą triumfatorką, Venus Williams 2:6 6:2 3:6. Wcześniej zapewniła sobie pozycję nr. 1 w obu rankingach WTA.

### 2010
Jelena zaczęła od turnieju w Sydney, gdzie od razu odpadła w I rundzie przegrywając z Ágnes Szávay 7:5, 1:6, 5:7. W Australian Open przegrała w III rundzie z niżej notowaną Aloną Bondarenko 2:6, 3:6. W Dubaju I rundę miała wolną w II wygrała z Aravane Rezaï, ale w III przegrała 3:6, 2:6 z Wierą Zwonariewą. Następnie broniła tytułu w turnieju Andalucia Tennis Experience, ale będąc rozstawioną z 1 odpadła w I rundzie. W Indian Wells przełamała się i wygrała swój 12 tytuł pokonując w finale Caroline Wozniacki 6:2, 6:4. Następnie w turnieju w Miami doszła do IV rundy gdzie przegrała z Samanthą Stosur 1:6, 6:7. W turnieju w Stuttgarcie doszła do ćwierćfinału w którym ostatecznie przegrała po znakomitej walce z Justine Henin. Turniej w Rzymie był również bardzo dobry w wykonaniu Jeleny, ponieważ przegrała dopiero w finale z Hiszpanką María José Martínez Sánchez 6:7, 5:7.
Na kortach Rolanda Garrosa osiągnęła swój trzeci półfinał we French Open przegrywając z Samanthą Stosur. Po turnieju w Paryżu awansowała na 3. miejsce w rankingu WTA. Na turnieju wimbledońskim w IV rundzie w meczu z Wierą Zwonariową musiała skreczować z powodu kontuzji. Po turnieju w Londynie została wiceliderką rankingu WTA.

### 2011
W 2011 roku miał miejsce regres formy tej zawodniczki. Zaliczyła jeden finał w turnieju Western & Southern Open w Cincinnati, gdzie przegrała 6:4, 6:7(3), 3:6 z Mariją Szarapową. Ponadto w turniejach wielkoszlemowych osiągnęła jedynie 4. rundę we French Open. W pozostałych trzech turniejach tej rangi odpadała we wcześniejsze fazie (w pierwszej, drugiej i trzeciej rundzie).

### 2012
W roku 2012 Janković doszła do 4. rundy w turnieju Australian Open, do 2. rundy we French Open, zaś w Londynie przegrała swój pierwszy mecz. Na igrzyskach olimpijskich w Londynie przegrała pierwsze spotkanie z Sereną Williams 3:6, 1:6. W tym sezonie osiągnęła dwa finały turniejowe – w Birmingham oraz w Dallas.

### 2013
Sezon 2013 Janković rozpoczęła od turnieju w Sydney, gdzie wygrała z Tamirą Paszek, natomiast w drugiej rundzie uległa Robervie Vinci. Na Australian Open doszła do trzeciej rundy, wygrywając z Johanną Larsson i Marią João Koehler. W kolejnym meczu przegrała z rodaczką Aną Ivanović. W Dosze Serbka przegrała w pierwszej rundzie z Monicą Niculescu. Na turnieju w Bogocie, rozstawiona z pierwszym numerem, wygrywała kolejno z Julią Cohen, Marianą Duque Mariño, Aleksandrą Cadanțu i Karin Knapp. W ostatnim pojedynku turnieju pokonała Paulę Ormaecheę wynikiem 6:1, 6:2. W Indian Wells osiągnęła drugą rundę, a w Miami półfinał zawodów. Następnie awansowała do finału zawodów w Charleston, gdzie uległa Serenie Williams 6:3, 0:6, 2:6.
W Stuttgarcie pokonała w pierwszej rundzie Samanthę Stosur dwa razy do czterech gemów, by następnie ulec Sabine Lisicki 7:6(3), 7:5. W grze podwójnej awansowała do ćwierćfinału. W Madrycie przegrała w pierwszej rundzie gry pojedynczej z Chanelle Scheepers 6:7(1), 6:3, 6:3, natomiast w grze podwójnej osiągnęła drugą rundę. W Rzymie zanotowała ćwierćfinały w obu konkurencjach, w singlu przegrywając z Simoną Halep 6:4, 0:6, 7:5. Na French Open osiągnęła ćwierćfinał, ulegając w nim Marii Szarapowej 6:0, 4:6, 3:6. W deblu przegrała w trzecim meczu, a w mikście dotarła do drugiej rundy. W zawodach w Norymberdze, jako najwyżej rozstawiona, osiągnęła półfinał, w której przegrała z Andreą Petković 4:6, 3:6. Na Wimbledonie uległa w drugiej rundzie rodaczce, Wiesnie Dołonc w dwóch setach. W grze podwójnej natomiast awansowała do ćwierćfinału, w którym uległa późniejszym triumfatorkom turnieju.
W Carlsbadzie Serbka wygrała jeden mecz w singlu i dwa spotkania w deblu. W Toronto zanotowała trzecią rundę singla, a w grze podwójnej razem z Katariną Srebotnik odniosły triumf. Półfinał singla osiągnęła w Cincinnati. Na US Open przegrała w czwartej rundzie z Li Na. Jedno spotkanie mniej wygrała w deblu.
W Tokio Janković przegrała w meczu trzeciej rundy singla i ćwierćfinale gry podwójnej. W Pekinie awansowała do finału, w którym uległa Serenie Williams 2:6, 2:6. W turnieju WTA Tour Championships osiągnęła półfinał.

### 2014
Na rozpoczęcie sezonu 2014 Janković osiągnęła półfinał w Brisbane. Na Australian Open przegrała w czwartej rundzie z Simoną Halep. Półfinał w grze pojedynczej i ćwierćfinał w grze podwójnej odniosła w Dosze. W Dubaju przegrała w spotkaniu ćwierćfinałowym. W zawodach w Indian Wells Serbka osiągnęła fazę ćwierćfinałową, natomiast w Miami przegrała w swoim pierwszym meczu.
Dwa ćwierćfinały zaliczyła w Charleston. W Bogocie Janković awansowała do finału, w którym uległa Caroline Garcii 3:6, 4:6. Półfinały w obu konkurencjach udało się jej wywalczyć w Stuttgarcie. Także półfinał zanotowała w Rzymie. We French Open awansowała do czwartej rundy, w której uległa Sarze Errani, natomiast do trzeciej rundy doszła w grze podwójnej.
Okres gry na kortach trawiastych rozpoczęła od porażek w pierwszej rundzie w singlu i deblu w turnieju w Eastbourne. Takie same rezultaty odniosła na Wimbledonie w konkurencjach gry pojedynczej i podwójnej.
W Montrealu Janković wygrała po jednym meczu w singlu i deblu. W grze pojedynczej w Cincinnati awansowała do ćwierćfinału, w którym uległa Serenie Williams 1:6, 3:6, zaś w grze podwójnej przegrała w pierwszym spotkaniu. W US Open Serbka zanotowała czwartą rundę singla i trzecią debla.
Okres gry w Azji rozpoczęła od półfinału debla i drugiej rundy singla w Tokio. Również drugą rundę gry pojedynczej osiągnęła w Wuhanie, a w Pekinie odpadła w pierwszym meczu. Sezon zakończyła drugą rundą w Tiencinie.

### 2015
Janković rozpoczęła nowy sezon od porażki w pierwszej rundzie singla i ćwierćfinale debla w Brisbane. Pierwszą rundę zaliczyła także podczas Australian Open, zarówno w singlu, jak i w deblu. W Dubaju wygrała po jednym meczu w obu konkurencjach. Ten sam wynik w grze pojedynczej powtórzyła w Dosze. Do pierwszego finału w sezonie Serbka awansowała w Indian Wells. Przegrała w nim z Simoną Halep 6:2, 5:7, 4:6. W deblu przegrała w pierwszej rundzie. W Miami udział w grze pojedynczej i podwójnej zakończyła na drugiej rundzie.
W kwietniu Serbka zagrała w Charleston, docierając do 3. rundy, oddając walkowerem mecz z Danką Kovinić, natomiast w Rzymie również odpadła po dwóch wygranych pojedynkach. W połowie maja Serbka doszła do ćwierćfinału, a w nim przegrała, kreczując w drugim secie rywalizacji ze Sloane Stephens. Udział we French Open zakończyła na pierwszej rundzie – tym razem jej pogromczynią okazała się tenisistka z kwalifikacji, Sesił Karatanczewa.
Okres gry na kortach trawiastych Janković rozpoczęła od zawodów w ’s-Hertogenbosch, gdzie w półfinale uległa Belindzie Bencic w dwóch setach, sama wcześniej wygrywając z rywalkami w ten sam sposób. W zawodach debla osiągnęła finał, razem z Anastasiją Pawluczenkową przegrywając w meczu mistrzowskim z deblem Asia Muhammad–Laura Siegemund 3:6, 5:7. W Birmingham wygrała dwa spotkania, a w trzeciej rundzie przegrała z późniejszą zwyciężczynią, Angelique Kerber. Na Wimbledonie pokonywała kolejno Rosjanki Jelenę Wiesninę i Jewgieniję Rodinę, obrończynię tytułu, Petrę Kvitovą, by w czwartej rundzie przegrać z Agnieszką Radwańską.
W Stambule w pierwszej rundzie uległa Urszuli Radwańskiej. W grze podwójnej osiągnęła kolejny finał – tym razem wspólnie z Çağlą Büyükakçay nie sprostały Darji Gawriłowej i Elinie Switolinie, przegrywając 7:5, 1:6, 4–10. Podczas cyklu US Open Series Serbka wystąpiła w Toronto, gdzie w drugiej rundzie przegrała z Halep. Następnie dotarła do ćwierćfinału w Cincinnati, pokonując m.in. Madison Keys i Karolínę Plíškovą, by ponownie przegrać z Rumunką, tym razem w półfinale. Na US Open przegrała w pierwszym pojedynku z występującą z dziką kartą Océane Dodin.
Janković okres gry na kortach w Azji rozpoczęła od występu w Kantonie, odnosząc przy tym końcowy triumf, pokonawszy w finale Denisę Allertovą 6:2, 6:0. Z turnieju rangi WTA Premier 5 w Wuhanie Serbka odpadła w drugiej rundzie, a z zawodów rangi WTA Premier Mandatory w Pekinie – w pierwszej. Niedługo potem Serbka wygrała turniej w Hongkongu, pokonując 3:6, 7:6(4), 6:1 Angelique Kerber w decydującym pojedynku.
Po powrocie do Europy Janković dotarła do ćwierćfinału zawodów w Luksemburgu, gdzie została pokonana w ćwierćfinale przez późniejszą triumfatorkę Misaki Doi. W kończących sezon zawodach w WTA Elite Trophy w Zhuhai Serbka w grupie wygrała z Sarą Errani 6:4, 7:5 oraz przegrała z Karolíną Plíškovą 4:6, 6:3, 2:6, dzięki czemu zajęła w grupie drugie miejsce, co nie pozwoliło jej awansować do półfinału.
Sezon zakończyła na 21. miejscu w rankingu singlowym WTA Tour.

## Życie prywatne
Związana z Mlađanem Jankoviciem, piłkarzem wodnym z Czarnogóry. Jej trenerem jest Hiszpan Ricardo Sánchez. Do tenisa zachęcił ją starszy brat, Marko. Jelena jest absolwentką Uniwersytetu Megatrend w Belgradzie na kierunku ekonomia – zawiesiła jednak studia w 2006 roku, będąc na trzecim roku. W 2007 roku została ambasadorem Serbii UNICEF-u. Rodzice, Snežana i Veselin są ekonomistami. Jako dziecko grała na fortepianie. Ulubione miasto to Rzym.

## Historia występów wielkoszlemowych
Legenda
     W, wygrany turniej
     F, przegrana w finale
     SF, przegrana w półfinale
     QF, przegrana w ćwierćfinale
     xR, przegrana w x rundzie
     Qx, przegrana w x rundzie kwalifikacji
     A, brak startu

### Występy w grze pojedynczej
| Australian Open        | A   | A   | 2R | 2R | 2R | 2R | 4R | SF | 4R | 3R | 2R | 4R | 3R | 4R | 1R | 2R | 3R  | 0 / 15 | 29 – 15  |  |  |  |  |  |  |  |
| French Open            | A   | A   | Q2 | 1R | 1R | 3R | SF | SF | 4R | SF | 4R | 2R | QF | 4R | 1R | 1R | 1R  | 0 / 14 | 31 – 14  |  |  |  |  |  |  |  |
| Wimbledon              | A   | A   | Q1 | 1R | 3R | 4R | 4R | 4R | 3R | 4R | 1R | 1R | 2R | 1R | 4R | 2R | 1R  | 0 / 14 | 21 – 14  |  |  |  |  |  |  |  |
| US Open                | A   | Q1  | Q3 | 2R | 3R | SF | QF | F  | 2R | 3R | 3R | 3R | 4R | 4R | 1R | 2R | 1R  | 0 / 14 | 32 – 14  |  |  |  |  |  |  |  |
|                        |     |     |    |    |    |    |    |    |    |    |    |    |    |    |    |    |     |        |          |  |  |  |  |  |  |  |
| Ranking na koniec roku | 361 | 194 | 85 | 28 | 22 | 12 | 3  | 1  | 8  | 8  | 14 | 22 | 8  | 16 | 21 | 55 | 153 | 0 / 57 | 113 – 57 |  |  |  |  |  |  |  |

### Występy w grze podwójnej
| Australian Open        | A | A | A | A   | 2R  | 1R | 1R  | 3R | A | 2R  | A   | A   | 3R | 2R | 1R | 1R  | 1R  | 0 / 10 | 6 – 10  |  |  |  |  |  |  |  |  |
| French Open            | A | A | A | A   | 1R  | 1R | 2R  | A  | A | A   | 2R  | A   | 3R | 3R | A  | A   | 1R  | 0 / 7  | 5 – 7   |  |  |  |  |  |  |  |  |
| Wimbledon              | A | A | A | A   | 1R  | 2R | A   | A  | A | 3R  | 1R  | 1R  | QF | 1R | 1R | 3R  | 1R  | 0 / 10 | 8 – 9   |  |  |  |  |  |  |  |  |
| US Open                | A | A | A | A   | 2R  | 3R | 1R  | A  | A | 1R  | 2R  | 1R  | 3R | 3R | 3R | 1R  | 2R  | 0 / 11 | 11 – 11 |  |  |  |  |  |  |  |  |
|                        |   |   |   |     |     |    |     |    |   |     |     |     |    |    |    |     |     |        |         |  |  |  |  |  |  |  |  |
| Ranking na koniec roku | – | – | – | 292 | 139 | 43 | 107 | –  | – | 102 | 137 | 304 | 20 | 47 | 63 | 127 | 134 | 0 / 38 | 30 – 37 |  |  |  |  |  |  |  |  |

### Występy w grze mieszanej
| Australian Open | A | A | A | A  | A  | 1R | 2R | A  | A | A | A | 2R | A  | A | A | A  | A | 0 / 3  | 2 – 3  |  |  |  |  |  |  |  |  |
| French Open     | A | A | A | A  | 1R | A  | A  | A  | A | A | A | A  | 2R | A | A | 2R | A | 0 / 3  | 2 – 3  |  |  |  |  |  |  |  |  |
| Wimbledon       | A | A | A | 1R | 2R | A  | W  | A  | A | A | A | A  | A  | A | A | A  | A | 1 / 3  | 7 – 1  |  |  |  |  |  |  |  |  |
| US Open         | A | A | A | A  | 1R | A  | A  | 1R | A | A | A | A  | A  | A | A | A  | A | 0 / 2  | 0 – 2  |  |  |  |  |  |  |  |  |
|                 |   |   |   |    |    |    |    |    |   |   |   |    |    |   |   |    |   |        |        |  |  |  |  |  |  |  |  |
|                 |   |   |   |    |    |    |    |    |   |   |   |    |    |   |   |    |   | 1 / 11 | 11 – 9 |  |  |  |  |  |  |  |  |

## Finały turniejów WTA
| Legenda                     | Legenda |
| --------------------------- | ------- |
| Wielki Szlem                |         |
| Igrzyska olimpijskie        |         |
| WTA Tour Championships      |         |
| 1988 – 2008                 |         |
| Kategoria I                 |         |
| Kategoria II                |         |
| Kategoria III               |         |
| Kategoria IV                |         |
| Kategoria V                 |         |
| 2009 – 2020                 |         |
| WTA Premier Mandatory       |         |
| WTA Premier 5               |         |
| WTA Premier                 |         |
| WTA International Series    |         |
| WTA 125K series (2012–2020) |         |

### Gra pojedyncza 37 (16-21)
| Końcowy wynik | Nr  | Data                 | Turniej          | Nawierzchnia    | Przeciwniczka               | Wynik finału     |
| ------------- | --- | -------------------- | ---------------- | --------------- | --------------------------- | ---------------- |
| Zwyciężczyni  | 1.  | 2 maja 2004          | Budapeszt        | Ceglana         | Martina Suchá               | 7:6(4), 6:3      |
| Finalistka    | 1.  | 5 marca 2005         | Dubaj            | Twarda          | Lindsay Davenport           | 4:6, 6:3, 4:6    |
| Finalistka    | 2.  | 12 czerwca 2005      | Birmingham       | Trawiasta       | Marija Szarapowa            | 2:6, 6:4, 1:6    |
| Finalistka    | 3.  | 2 października 2005  | Seul             | Twarda          | Nicole Vaidišová            | 5:7, 3:6         |
| Finalistka    | 4.  | 13 sierpnia 2006     | Los Angeles      | Twarda          | Jelena Diemientjewa         | 3:6, 6:4, 4:6    |
| Zwyciężczyni  | 2.  | 6 stycznia 2007      | Auckland         | Twarda          | Wiera Zwonariowa            | 7:6(9), 5:7, 6:3 |
| Finalistka    | 5.  | 12 stycznia 2007     | Sydney           | Twarda          | Kim Clijsters               | 6:4, 6:7(1), 4:6 |
| Zwyciężczyni  | 3.  | 15 kwietnia 2007     | Charleston       | Ceglana         | Dinara Safina               | 6:2, 6:2         |
| Zwyciężczyni  | 4.  | 20 maja 2007         | Rzym             | Ceglana         | Swietłana Kuzniecowa        | 7:5, 6:1         |
| Zwyciężczyni  | 5.  | 17 czerwca 2007      | Birmingham       | Trawiasta       | Marija Szarapowa            | 4:6, 6:3, 7:5    |
| Finalistka    | 6.  | 23 czerwca 2007      | ’s-Hertogenbosch | Trawiasta       | Anna Czakwetadze            | 6:7(2), 6:3, 3:6 |
| Finalistka    | 7.  | 19 sierpnia 2007     | Toronto          | Twarda          | Justine Henin               | 6:7(3), 5:7      |
| Finalistka    | 8.  | 23 września 2007     | Pekin            | Twarda          | Ágnes Szávay                | 7:6(7), 5:7, 2:6 |
| Finalistka    | 9.  | 5 kwietnia 2008      | Miami            | Twarda          | Serena Williams             | 1:6, 7:5, 3:6    |
| Zwyciężczyni  | 6.  | 18 maja 2008         | Rzym             | Ceglana         | Alizé Cornet                | 6:2, 6:2         |
| Finalistka    | 10. | 7 września 2008      | US Open          | Twarda          | Serena Williams             | 4:6, 5:7         |
| Zwyciężczyni  | 7.  | 28 września 2008     | Pekin            | Twarda          | Swietłana Kuzniecowa        | 6:3, 6:2         |
| Zwyciężczyni  | 8.  | 5 października 2008  | Stuttgart        | Twarda (hala)   | Nadieżda Pietrowa           | 6:4, 6:3         |
| Zwyciężczyni  | 9.  | 12 października 2008 | Moskwa           | Dywanowa (hala) | Wiera Zwonariowa            | 6:2, 6:4         |
| Zwyciężczyni  | 10. | 12 kwietnia 2009     | Marbella         | Ceglana         | Carla Suárez Navarro        | 6:3, 3:6, 6:3    |
| Zwyciężczyni  | 11. | 11 sierpnia 2009     | Cincinnati       | Twarda          | Dinara Safina               | 6:4, 6:2         |
| Finalistka    | 11. | 3 października 2009  | Tokio            | Twarda          | Marija Szarapowa            | 2:5 krecz        |
| Zwyciężczyni  | 12. | 21 marca 2010        | Indian Wells     | Twarda          | Caroline Wozniacki          | 6:2, 6:4         |
| Finalistka    | 12. | 8 maja 2010          | Rzym             | Ceglana         | María José Martínez Sánchez | 6:7(5), 5:7      |
| Finalistka    | 13. | 6 marca 2011         | Monterrey        | Twarda          | Anastasija Pawluczenkowa    | 6:2, 2:6, 3:6    |
| Finalistka    | 14. | 22 sierpnia 2011     | Cincinnati       | Twarda          | Marija Szarapowa            | 6:4, 6:7(3), 3:6 |
| Finalistka    | 15. | 18 czerwca 2012      | Birmingham       | Trawiasta       | Melanie Oudin               | 4:6, 2:6         |
| Finalistka    | 16. | 26 sierpnia 2012     | Dallas           | Twarda          | Roberta Vinci               | 5:7, 3:6         |
| Zwyciężczyni  | 13. | 24 lutego 2013       | Bogota           | Ceglana         | Paula Ormaechea             | 6:1, 6:2         |
| Finalistka    | 17. | 7 kwietnia 2013      | Charleston       | Ceglana         | Serena Williams             | 6:3, 0:6, 2:6    |
| Finalistka    | 18. | 6 października 2013  | Pekin            | Twarda          | Serena Williams             | 2:6, 2:6         |
| Finalistka    | 19. | 13 kwietnia 2014     | Bogota           | Ceglana         | Caroline Garcia             | 3:6, 4:6         |
| Finalistka    | 20. | 22 marca 2015        | Indian Wells     | Twarda          | Simona Halep                | 6:2, 5:7, 4:6    |
| Zwyciężczyni  | 14. | 2 sierpnia 2015      | Nanchang         | Twarda          | Chang Kai-chen              | 6:3, 7:6(6)      |
| Zwyciężczyni  | 15. | 26 września 2015     | Kanton           | Twarda          | Denisa Allertová            | 6:2, 6:0         |
| Zwyciężczyni  | 16. | 18 października 2015 | Hongkong         | Twarda          | Angelique Kerber            | 3:6, 7:6(4), 6:1 |
| Finalistka    | 21. | 24 września 2016     | Kanton           | Twarda          | Łesia Curenko               | 4:6, 6:3, 4:6    |

### Gra podwójna 5 (2-3)
| Końcowy wynik | Nr | Data             | Turniej          | Nawierzchnia | Partnerka                | Przeciwniczki                     | Wynik finału   |
| ------------- | -- | ---------------- | ---------------- | ------------ | ------------------------ | --------------------------------- | -------------- |
| Zwyciężczyni  | 1. | 18 czerwca 2006  | Birmingham       | Trawiasta    | Li Na                    | Jill Craybas Liezel Huber         | 6:2, 6:4       |
| Zwyciężczyni  | 2. | 11 sierpnia 2013 | Toronto          | Twarda       | Katarina Srebotnik       | Anna-Lena Grönefeld Květa Peschke | 5:7, 6:2, 10–6 |
| Finalistka    | 1. | 13 czerwca 2015  | ’s-Hertogenbosch | Trawiasta    | Anastasija Pawluczenkowa | Asia Muhammad Laura Siegemund     | 3:6, 5:7       |
| Finalistka    | 2. | 26 lipca 2015    | Stambuł          | Twarda       | Çağla Büyükakçay         | Darja Gawriłowa Elina Switolina   | 7:5, 1:6, 4–10 |
| Finalistka    | 3. | 25 czerwca 2017  | Santa Ponça      | Trawiasta    | Anastasija Sevastova     | Chan Yung-jan Martina Hingis      | walkower       |

### Gra mieszana 1 (1-0)
| Końcowy wynik | Nr | Data         | Turniej   | Nawierzchnia | Partner      | Przeciwnicy                 | Wynik finału  |
| ------------- | -- | ------------ | --------- | ------------ | ------------ | --------------------------- | ------------- |
| Zwyciężczyni  | 1. | 8 lipca 2007 | Wimbledon | Trawiasta    | Jamie Murray | Alicia Molik Jonas Björkman | 6:4, 3:6, 6:1 |

## Finały juniorskich turniejów wielkoszlemowych

### Gra pojedyncza (1)
| Końcowy wynik | Rok  | Turniej         | Nawierzchnia | Przeciwniczka   | Wynik finału |
| Zwyciężczyni  | 2001 | Australian Open | Twarda       | Sofia Arvidsson | 6:2, 6:1     |

### Gra podwójna (1)
| Końcowy wynik | Rok  | Turniej | Nawierzchnia | Partnerka   | Przeciwniczki                      | Wynik finału |
| Finalistka    | 2001 | US Open | Twarda       | Matea Mežak | Galina Fokina Swietłana Kuzniecowa | 5:7, 3:6     |